# Usine Hüls de Marl
L'usine Hüls de Marl, appelée à l'origine « Buna II », est un important complexe chimique, situé à Marl, dans le land Rhénanie-du-Nord-Westphalie (Allemagne). Mis en service en 1940, il était à l'origine destiné à la production de caoutchouc synthétique (Buna). Le site fut longtemps exploité par la société Chemische Werke Hüls.

## Les origines
En 1936, Hitler lança le Plan de quatre ans de préparation à la guerre. Il s'agissait de réaliser l'autarcie en remplaçant l'importation de matières premières par des produits de synthèse. Le caoutchouc synthétique pour la fabrication des pneumatiques était une priorité. La société Chemische Werke Hüls GmbH fut créée le 15 mai 1938, à Marl, par I.G. Farbenindustrie AG (pour 74 %) et la compagnie minière Hibernia, filiale de l'entreprise publique Veba AG (pour 26 %).
Le site de l'usine se trouvait en pleine campagne, à la limite nord du bassin industriel de la Ruhr, près de la rivière Lippe et en bordure du canal Wesel-Datteln. À proximité se trouvait l'usine Hibernia d'hydrogénération de Scholven, construite en 1935-1936.
Le procédé technologique choisi pour produire le Buna avait été développé dès 1928 par I.G. Farben en collaboration avec la Standard Oil of New Jersey. Il fut amélioré en 1939.
La compagnie minière Hibernia fournissait le gaz de cokerie à partir de ses usines de cokéfaction, que Hüls transformait en acétylène et en éthylène. L'acétylène était ensuite traité dans un procédé en quatre étapes pour produire du Buna, tandis que l'éthylène était transformé, par l'oxyde d'éthylène, par exemple en un agent de protection contre le froid pour les moteurs.
Le site de Marl appartenait à I.G. Farbenindustrie AG, qui le louait à Hüls, mais l'autorisait à utiliser gratuitement la licence de fabrication.

## La Seconde Guerre mondiale
La production de Buna à « Buna II » commença en août 1940. La première phase prévoyait une production annuelle de 18 000 tonnes de Buna. Trois mille travailleurs s'installèrent à Marl : une partie du personnel, dont les cadres, provenait d'autres unités de production de I.G. Farbenindustrie AG : Ludwigshafen, Leverkusen et Schkopau, site de la première usine « Buna I ». Les autres travailleurs furent recrutés dans la région de Münster.
À partir de 1941, l'usine employa aussi des prisonniers de guerre et des travailleurs forcés, surtout de l'Est (Soviétiques, Polonais et Slovaques), mais aussi des Français, des Italiens, des Belges et des Néerlandais. Pendant les années de guerre, l'usine Hüls de Marl occupa environ 10 000 travailleurs de toutes conditions.
L'usine fut bombardée le 22 juin 1943, en plein jour, par des bombardiers américains de la 8th USAAF (Huitième Air Force). Plus de 180 travailleurs de Hüls et habitants des quartiers résidentiels environnants furent tués. L'usine dut arrêter sa production pendant trois mois. Un autre bombardement eut lieu le 17 mars 1945. L'usine de Marl fut occupée par les troupes américaines le 31 mars 1945.

## L'après-guerre
Membre du groupe I.G. Farben, Hüls aurait dû cesser sa production de Buna. Mais l'usine se trouvait dans la zone d'occupation du Royaume-Uni, qui était dépourvu à l'époque de toute ressource en caoutchouc, les plantations asiatiques étant alors inaccessibles en raison de la guerre.
En mai 1945, l'usine se trouvait dans un état catastrophique et manquait des ressources nécessaires à une reprise rapide de ses opérations. Sa situation juridique était incertaine, la menace d'un démantèlement complet par la puissance occupante ne pouvant être écartée. Quelques semaines après la fin de la guerre, la production de Buna redémarra, mais à 20 % seulement de la production normale, faute de matières premières.
Finalement, le 30 juin 1948, le gouvernement britannique interdit la production de Buna. Les nouvelles productions lancées depuis 1945 — détergents, colorants, solvants par exemple — ne pouvaient pas occuper tout le personnel. L'entreprise se retrouva dans une situation financière très difficile.

## L'expansion
La guerre de Corée permit la reprise de la production de Buna. La vente des autres produits augmenta et l'usine recommença à embaucher.
Le 19 décembre 1953, fut fondée la Chemische Werke Hüls AG, qui marqua un tournant dans l'histoire de l'usine. La production de polyéthylène et de polypropylène commença.
Dans les années 1960, Hüls était le premier producteur mondial d'acétylène. Le site de Marl se distinguait par la mise au point de nouveaux produits, fondés sur la chimie de l'acétylène et utilisés dans l'industrie automobile, les industries électriques, les technologies de précision, les encres, les solvants, etc.
L'effectif de l'usine atteignit 14 000 personnes à la fin des années 1970.
Le 1er janvier 1979, Chemische Werke Hüls AG devint le secteur chimique de Veba AG. En 1985, la compagnie prit le nom de Hüls AG.

## La réorganisation du site de Marl

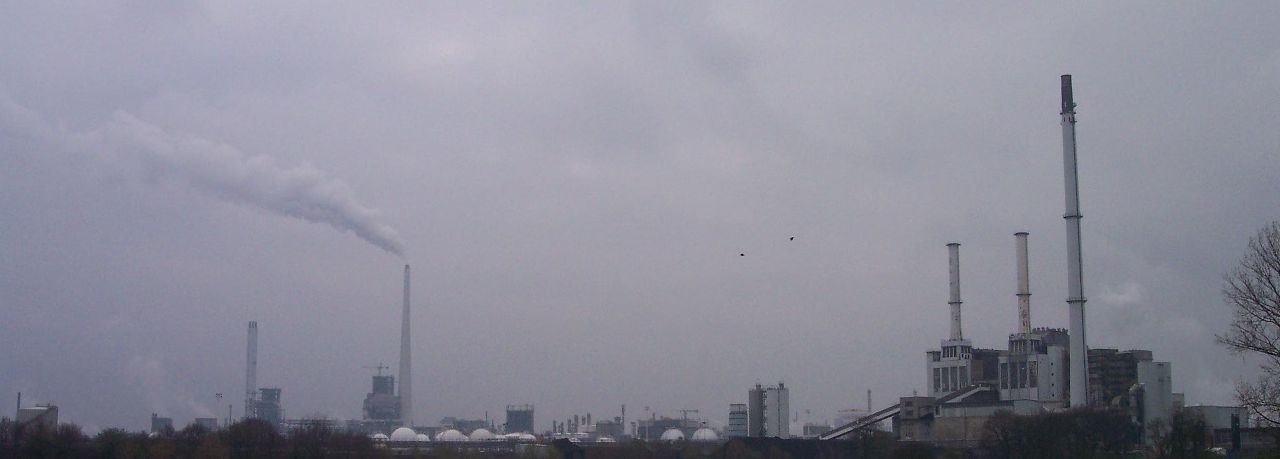
Parc chimique de Marl.

Les années 1990 ont vu une réorganisation complète du site chimique de Marl. En 1992, commença la production d'acide acrylique et d'acrylate de butyle, matières premières pour des produits nouveaux. L'année suivante, la production de polypropylène cessa ainsi que celle de polyéthylène.
En 1994, l'atelier de production de Buna fut cédé à Bayer. En 1995, une société indépendante commença à fabriquer du PVC. En 1998, fut créé le « Parc chimique de Marl » : le site industriel de Marl fut divisé en un grand nombre de sociétés, indépendantes (comme BP, Bayer, Condea, ISP, Polymer Latex, Linde, Air liquide) ou filiales de Degussa-Hüls.
Le site chimique de Marl est le deuxième plus vaste d'Allemagne avec une superficie de 6,5 km2, 120 km de conduites et 55 km de canaux et de routes. Il emploie 10 000 personnes, dont 7 000 pour Degussa-Hüls et ses filiales.

## Sources
- (en) Evonik Industries, « History of Hüls AG », sur evonik.com (consulté le 5 janvier 2013)